# ジェイムズ・マクリアリー
ジェイムズ・ベネット・マクリアリー（英: James Bennett McCreary、1838年7月8日 - 1918年10月8日）は、19世紀後半から20世紀初めのアメリカ合衆国ケンタッキー州出身の政治家、弁護士である。ケンタッキー州を代表してアメリカ合衆国議会上下両院の議員となり、1875年から1879年まで第27代、1911年から1915年まで第37代と2回ケンタッキー州知事を務めた。
マクリアリーは法学校を卒業した直後に、南北戦争で南軍のジョン・ハント・モーガン准将に仕え、ケンタッキー第11騎兵隊唯一の少佐となった。戦後は法律実務に戻った。1869年、ケンタッキー州下院議員に選ばれ、1875年まで務めた、下院議長には2回選ばれた。1875年、ケンタッキー州民主党の指名大会でマクリアリーを知事候補に選出した。知事選挙ではマクリアリーが共和党の対抗馬ジョン・マーシャル・ハーランに対し、楽勝で当選した。この時期は州内で1873年恐慌の影響が残っている時であり、知事としての行動の大半は州内の貧しい農夫の苦境を救済することに当てられた。
1884年、マクリアリーはアメリカ合衆国下院議員に選出され、以後6期（12年間）連続して務めた。この時代は自由銀を提唱し、州の農業に関する利権を擁護する者だった。アメリカ合衆国上院議員になるチャンスを2回逃した後、州知事J・C・W・ベッカムの支持を得て、1902年に州議会でアメリカ合衆国上院議員に選ばれた。この上院議員の任期6年間はあまり傑出した業績を残せず、再選を狙った1908年にはベッカムが離反したために落選した。しかし、マクリアリーとベッカムの不仲は長くは続かず、1911年にマクリアリーがケンタッキー州知事として2期目を求めた時には、ベッカムの支持を得ることができた。
1911年州知事選挙で、マクリアリーは進歩主義の綱領で選挙運動を行い、共和党のエドワード・C・オリアを破った。この2期目では、2代目となった州知事公舎の最初の住人となった。また旧公舎と新公舎の双方に住んだ唯一の知事となった。教育委員会の委員を選ぶ選挙では、議会を説得して女性の参政権を認めさせた。直接予備選挙を義務づけ、州の公共事業委員会を創設し、州内の郡には禁酒法を採用するか否かを住民投票で独自に判断できるようにした。教育費予算をかなり増加させ、義務教育法のような改革を成立させたが、議会におけるロビー活動を規制する法や、労働者の災害補償を行う法は成立させられなかった。州知事公舎の新築を監督する5人委員会の1人となり、その建設計画にかなりの影響力を行使した。知事の任期は1916年に明け、その2年後に死んだ。2期目の間に創設されたマクリアリィ郡は、マクリアリーの栄誉を称えて名付けられた。

## 初期の経歴
ジェイムズ・ベネット・マクリアリーは1838年7月8日、ケンタッキー州リッチモンドで生まれた。父はエドマンド・R・マクリアリー、母はサブリナ（旧姓ベネット）だった。初期の教育を地域の公立学校で受けた後、ダンビルのセンター・カレッジに入学し、1857年に学士号を得た。その後直ぐにテネシー州レバノンのカンバーランド大学に入学し、法律を勉強した。1859年、カンバーランド大学から法学士号を得て、47人居た同級生の総代になった。その後法廷弁護士として認められ、リッチモンドで法律実務を始めた。
1862年8月29日にリッチモンドの戦いが起こった直後、マディソン郡出身の南軍同調者デイビッド・ウォラー・シュノールトがリッチモンドに来て、南軍の連隊を立ち上げた。9月10日、シュノールトは大佐に任官され、ケンタッキー第11騎兵隊と名付けられた連隊の指揮を任された。マクリアリーもこの連隊に入隊し、少佐の任官を受けたが、少佐はこの連隊で只一人だった。ケンタッキー第11騎兵隊は直ぐに任務に就き、偵察やゲリラとの戦闘にあたった。その結成から3か月後、南軍がハーツビルの戦いで勝利するのに貢献した。1863年、ジョン・ハント・モーガン准将の軍に加わり、オハイオ州への襲撃に参戦した。シュノールト大佐は1863年7月4日のテブスベンドの戦いで、グリーン川橋を占領しようとしている時に戦死した。シュノールトの戦死後はマクリアリーが指揮を引き継いだ。この戦闘後、ジョン・ブレッキンリッジの推薦によりマクリアリーは中佐に昇進した。
1863年7月17日、ケンタッキー第11騎兵隊の大半がバッフィントン島の戦いで北軍に捕獲された。マクリアリーが指揮していた約200名の騎兵が突撃を掛けてから逃亡したが、翌日に包囲されて降伏した。マクリアリーはオハイオ州シンシナティの9番通り監獄に収容されたが、後にデラウェア砦（デラウェア州）に移され、最後はサウスカロライナ州モリス島に移って、1863年7月と8月の大半を捕虜として過ごした。8月下旬、捕虜交換で釈放され、バージニア州リッチモンドに連れて行かれた。その後30日間の賜暇を与えられ、ケンタッキーとサウスカロライナ兵の大隊指揮を任された。この部隊を指揮して主に偵察任務に当たったが、そのまま終戦になった。
戦後は法律実務を再開した。1867年6月12日、ファイエット郡の裕福な農園主の一人娘、キャサリン・ヒューズと結婚した。この夫妻には息子が一人生まれた。

## 初期の政歴
1868年アメリカ合衆国大統領選挙で、マクリアリーは民主党の推すホレイショ・シーモアの選挙人に指名された。マクリアリーはこの任務を辞退したが、1868年民主党全国大会には代議員として出席した。その政歴は1869年にケンタッキー州下院議員に選ばれた時に本格的に始まった。
1871年、マクリアリーは無投票で下院議員に再選された。その次の会期での大きな問題は、シンシナティ・サザン鉄道が、ケンタッキー州中部を通ってオハイオ州シンシナティとテネシー州のノックスビルあるいはチャタヌーガを繋ぐ鉄道の建設要請を承認するかということだった。これにはライバル会社であるルイビル・アンド・ナッシュビル鉄道が反対していた。ケンタッキー州議会では、州外での協業を州内で認められるべきではないという根拠で、建設法案に対する反対が1869年と1870年に成立し、連邦政府議会が認証を与えようという試みも、州の権限を盾にされて失敗した。さらに新任の州知事プレストン・レスリーが、州上院議員だった1869年に、シンシナティ・サザン鉄道の要請を認める法案に反対していた。1871年の会期の準備時期に、憤懣を募らせたケンタッキー州中部の州民が、法案がこの会期で通らなければ、次の選挙で民主党を支持しないと脅してきた。新線要請を認める法案の断固たる支持者であるマクリアリーが下院議長に選ばれた時に、シンシナティ・サザン鉄道の支持者が勝利を収めることができた。この新線に関わる司法権をケンタッキー州の裁判所に与え、また新線の活動に関して州議会に支配手段を与えるような修正が幾つか施された後、法案は賛成59票、反対38票で成立した。上院での票決は19票対19票の同数となり、上院議長のジョン・G・カーライルが決定投票を賛成側に投じた。カーライルはコビントンの生まれであり、提案された新線がそこを通ることになっていた。レスリーは議会によって民意がはっきり示されたものと考え、知事としての拒否権を行使しなかった。マクリアリーは1873年も無投票で再選されて下院議員となり、その任期の間に再度下院議長も務めた。

## 知事としての1期目
1875年、マクリアリーは民主党の知事公認候補4人の1人となった。4人とも元南軍の軍人だった。他の3人はジョン・スチュアート・ウィリアムズ、J・ストッダード・ジョンソン、ジョージ・B・ホッジだった。民主党の指名大会が始まったときにはウィリアムズが有力候補と見なされていたが、州西部の新聞からその性格が攻撃されていた。党大会では4回目の投票でマクリアリーがウィリアムズを下した。

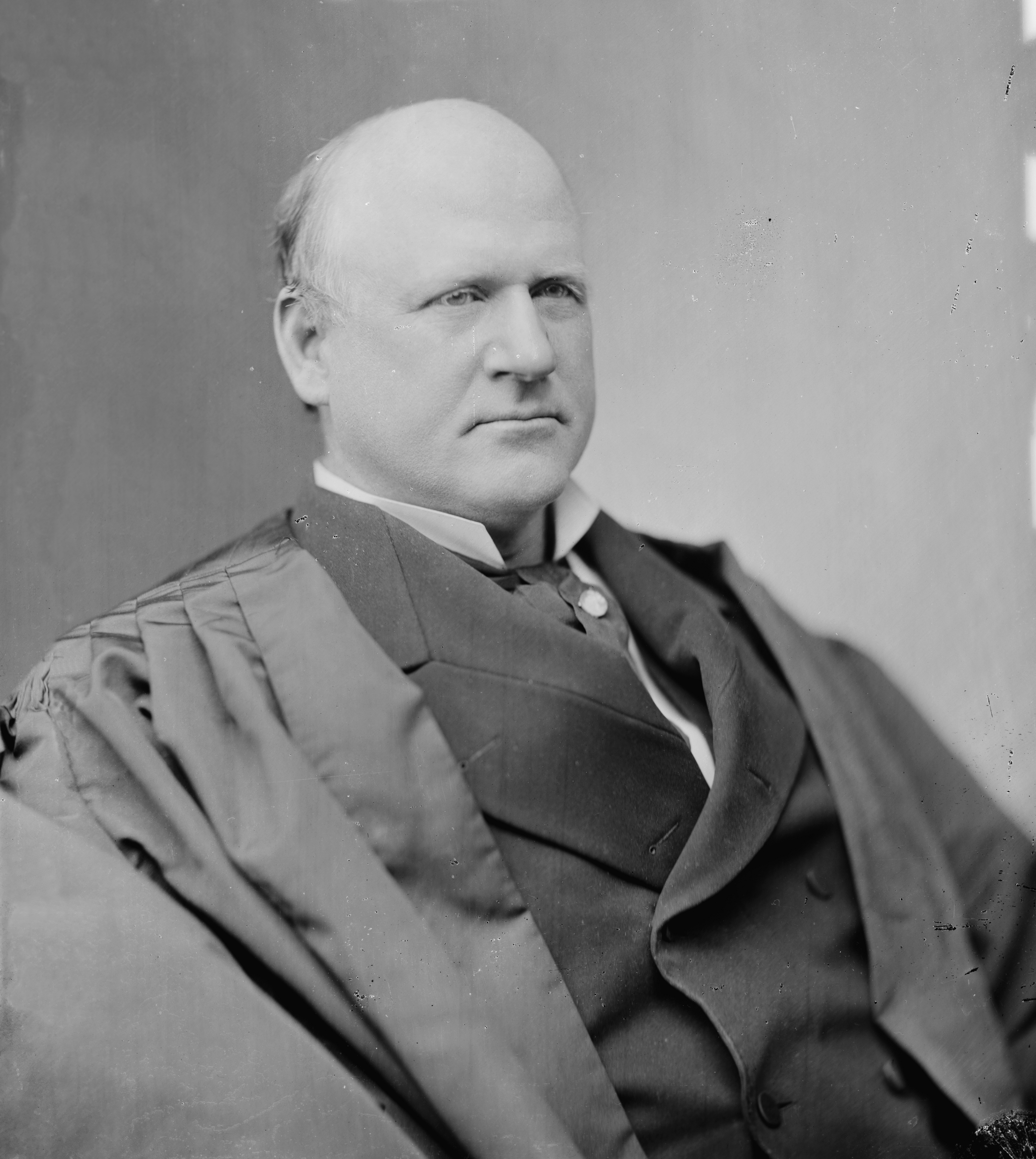
ジョン・マーシャル・ハーラン、1875年ケンタッキー州知事選挙でマクリアリーの対抗馬

共和党は北軍に従軍したジョン・マーシャル・ハーランを指名した。州内で行われた合同討論会で、マクリアリーは、レコンストラクション時代に共和党員のユリシーズ・グラント大統領が権力を乱用したと、多くのケンタッキー州民が感じていることを強調した。ハーランは、州内の民主党の政治家が戦後の10年間も戦争の問題に関わり続けていると責めることで反論した。また民主党の無駄遣いと考えるものを攻撃し、現職知事プレストン・レスリーが恩赦を出し過ぎているとも攻撃した。ハーランはこれらのことを民主党に広がった腐敗の証拠だと主張した。マクリアリーは、ほとんど全てが民主党の支持者である州内の新聞から確固とした支持を得ていた。対抗陣営から選挙戦後半に現金が飛び、また遊説者が投入されたが、マクリアリーは選挙で130,026票対94,236票という結果で当選した。
マクリアリーが州知事に当選したとき、妻のケイトはケンタッキー州の歴史で最年少のファーストレディになった。マクリアリーの就任時までに州会議事堂の分館がほぼ完成しており、旧知事公舎から公式知事執務室を移すことができた。このことで家族の私的な領域に公務が入ってこないようにできた。公舎の執務室で現職レスリー知事から行政日誌と公印を受け取ったのが、その場所で知事が行った最後の公式行動になったと考えられている。
1873年恐慌の後で、有権者は経済問題に関心が深かった。マクリアリーは議会に対する最初の演説では経済問題が中心であり、行政改革の分野ではいかなる指導力も支持もほとんど与えられないものになった。後年、改革の重要問題に決定的な姿勢を見せようとしなかったことで、「両側の」マクリアリーや、「舌先三寸のジームズ」という渾名が付いた。マクリアリーの演説に反応して、州内田園部農業地帯出身の議員は法定利率の最大値を10%から6%に下げるよう提案した。その提案した議案は銀行家や資本家の怒りを買った。新聞、特に「ルイビル・クーリエ・ジャーナル」編集者ヘンリー・ワッターソンからも酷評された。最終的に議会は法定利率を8%にすることで妥協した。その他に資産税率を課税対象資産100ドルにつき45セントから40セントに下げる法案は、それほど抵抗もなく容易に成立した。地方に偏った効果を与える法よりも州議会は一般的な法を好むとマクリアリーが主張した事実があったにもかかわらず、この会期の間に成立した法で州全体に衝撃を与えたものが少なかった。この事実も州内の新聞で広く批判された。
ケンタッキー川の航行性を改良する問題も、1876年の会期でジェイムズ・ブルー議員から何度も持ち上げられた。そのような投資から州が得られる多様な恩恵をブルーが約束したものの、無駄遣いを嫌う議員が改良に資金を割り当てる法案を潰した。この問題は2年毎の議員選挙で有権者の関心を惹き、1878年の会議でも議案になった。1877年のケンタッキー川航行性会議からの推奨に基づき、マクリアリーはその典型的な財政保守主義を捨てて、川の改良を望む側に加わった。これに対応した議会はほとんど無効な法案を通した。もし川沿いの地区で改良のための特別税が徴収されるならば、州はその改良を維持する資金を手当てするというものだった。
1878年の会期では、鉄道資産に対する税評価が他の資産に対するものに合うように提起された。農業経営者は法定利率が再度下げられ、前期に提案された6%になったことを喜んだ。経済と関わらない改革には、ケンタッキー大学（後のトランシルベニア大学）からケンタッキー農業機械カレッジ（後のケンタッキー大学）を分離すること、州の健康委員会を設立することがあった。地方の利益に関する法がこの会期でも多く、議会で成立した法の90%が該当した。
マクリアリーは、民主党員のジョン・スチュアート・ウィリアムズ、ウィリアム・リンゼイ、J・プロクター・ノット、および共和党のロバート・ボイドと共に、1878年にアメリカ合衆国上院議員の候補に挙がった。民主党は派閥争いに走り、当初は4人から1人に絞ることもできなかった。民主党議員の間で1週間以上も議論が続けられた後で、マクリアリー、ノットおよびリンゼイに対する推薦が取り下げられ、選挙でもウィリアムズがボイドを破った。歴史家のハンブルトン・タップはこの候補取り下げが議員の間のいわゆる取引によるものであるが、その詳細はあるとしても公開はされなかったと述べている。

## アメリカ合衆国議会
マクリアリーは知事の任期が明けると法律実務に戻った。1884年、ケンタッキー州第8選挙区からアメリカ合衆国下院議員の議席を求めた。民主党内の対抗馬はミルトン・J・ダーラムとフィリップ・B・トンプソン・ジュニアであり、どちらも元の議員だった。マクリアリーは両人を凌ぎ、11月の選挙でも共和党のジェイムズ・セバスチャンを2,146票差で破った。この第8選挙区では民主党員が得た最大の票差になった。
マクリアリーは下院議員である間にケンタッキー州の農業の利益を代表し、アメリカ合衆国農務省を創設する法案を提出した。その会期の後半で、マクリアリーが書いたのとほとんど同じ法案が成立した。関税から農機具と機械類を除外したウィルソン・ゴーマン関税法の修正を提案して成功した。マクリアリーは自由銀の提唱者であり、ベンジャミン・ハリソン大統領から1892年にベルギーのブリュッセルで開催された国際金融会議に代表として派遣された。アメリカ合衆国下院外交委員会の委員長として、ガズデン買収やグアダルーペ・イダルゴ条約から上がってくる土地の権利問題を解決する法廷を設立する法案を書いた。カナダ、アメリカ合衆国、メキシコを結ぶ鉄道の創設も提案した。1890年、最初のパン＝アメリカ会議を承認する法案を支援し、1893年にワシントンD.C.で開催されたパン・アメリカ医療会議を提唱した。太平洋と大西洋を結ぶ運河をヨーロッパの国が所有していることに対するアメリカの敵意を宣言する報告書を書き、アメリカの漁船に嫌がらせをした外国船に対して、アメリカ合衆国大統領が報復することを承認する法案を支持した。

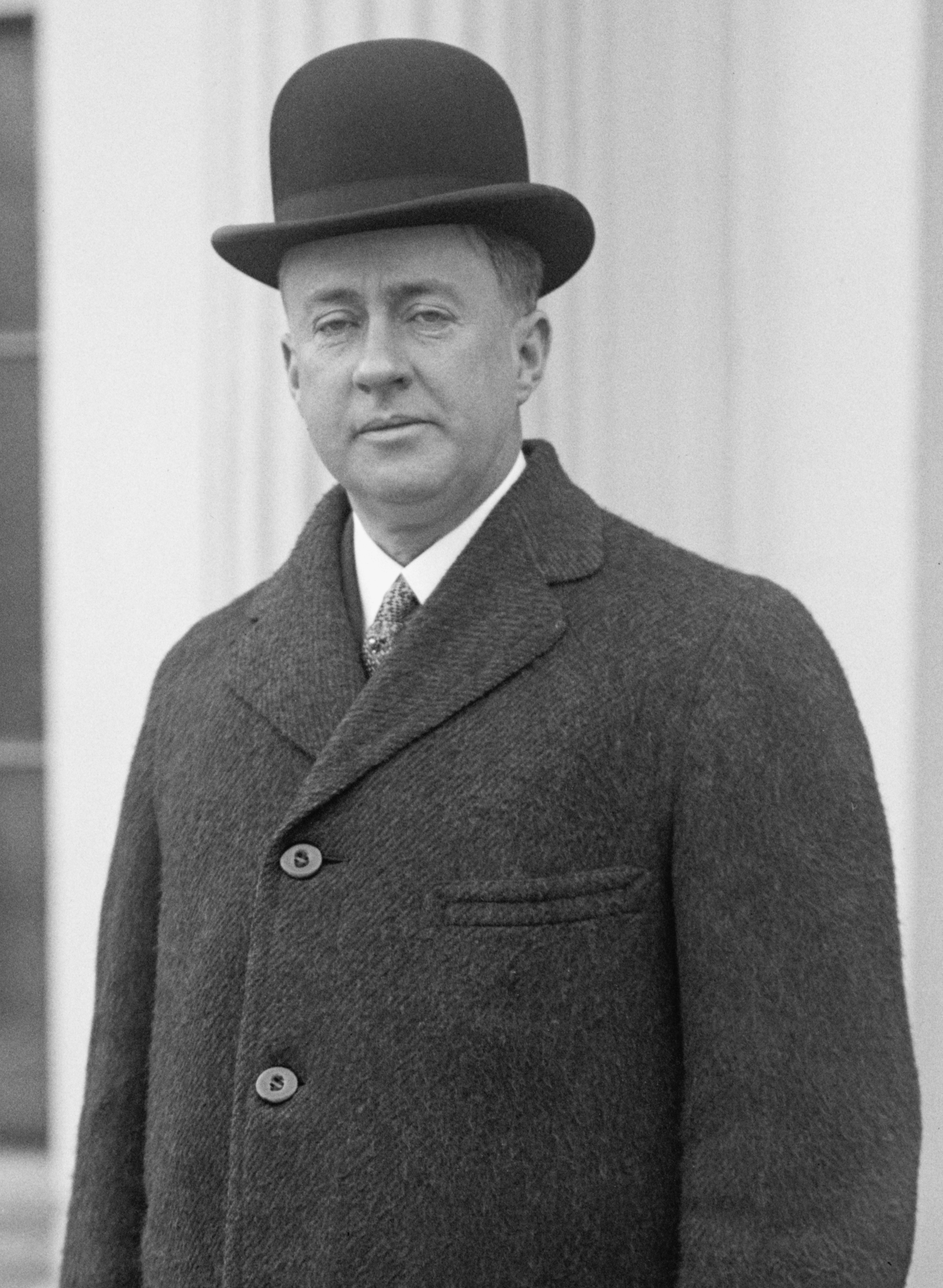
J・C・W・ベッカム、マクリアリーの同盟者になったこともあり、アメリカ合衆国上院議員に送り込んだ

1890年、アメリカ合衆国上院議員のジェイムズ・B・ベックが死に、その後任候補者にマクリアリーの名前が挙がった。他にも民主党内の様々な派閥からジョン・G・カーライル、J・プロクター・ノット、ウィリアム・リンゼイ、ラバン・T・ムーア、エバン・E・セトルの名前が挙がっていた。共和党はサイラス・アダムズを候補にしていた。民主党の9回目の投票でカーライルが候補に選ばれた。マクリアリーは1896年まで下院議員を続けたが、連続7期目を求めた選挙で落選した。同年にもマクリアリーの名前が数多い上院議員候補者の中に挙がっていたが、14票以上を得ることがなかった。これらの落選の後は、リッチモンドで法律実務を再開した。
1899年の論争が多かったケンタッキー州知事選挙のとき、マクリアリーは民主党のウィリアム・ゴーベルを応援した。1900年から1912年にはケンタッキー州を代表して民主党全国大会に4回連続出席した。J・C・W・ベッカム知事とそのうまく構成された政治マシーンが、1902年の上院議員候補選びではマクリアリーを支持した。対抗馬は現職のウィリアム・J・デボーであり、6年前に妥協の候補者として選出され、共和党員としてはケンタッキー州初の上院議員になっていた。しかしデボーは当選以後に議会からの支持を確保しようとしておらず、マクリアリーが95票対30票という票決で容易に選出された。この上院議員選出に続いて、マクリアリーは1903年にベッカムの州知事再選を支持した。上院議員である間、特に傑出した働きもなかったが、銀の自由鋳造を提唱し、州内の農業利権拡大に努めた。
マクリアリーの上院議員任期は1908年に明けることになっており、これはベッカム知事の2期目が明けるのと同年だった。ベッカムは知事の後に上院議員に選ばれることを望み、民主党内の同盟者には1906年に開催される予備選挙で知事と上院議員の候補者を選ぶよう説得した。1906年は知事選挙の1年前、上院議員選挙の2年前だった。この方法で、予備選挙が現職知事である間に行われ、党内に少なからぬ影響力を及ぼすことができた。このときマクリアリーはJ・C・S・ブラックバーン、ヘンリー・ワッターソンなどベッカムの対抗者に付いており、予備選挙でも自分の議席を守ろうとした。予備選挙運動中に、国政問題に自らが関わった記録を取り上げ、ベッカムの若さや国政に対する経験の足り無さと対照させた。ベッカムは禁酒法を支持する強い姿勢で応じてマクリアリーの中道的な立場と対照させ、指名大会ではなく予備選挙を支持していると宣伝することで、有権者が上院議員に誰を送りたいか選択できるようになると伝えた。最終的にベッカムが予備選挙では11,000票差で制し、マクリアリーは任期が残り2年ありながら、レームダックの状態になった。

## 知事としての2期目と死
ベッカムが上院議員の席からマクリアリーを追い出したにも拘わらず、1911年には年配のマクリアリーが再度州知事の党公認候補になるのをベッカムが支持し、同盟関係が復活した。マクリアリーが知事候補指名を得るために和解を求めたのか、ベッカムが知事としてのマクリアリーの行動を制御できると考え修復をしたのか、今では不明である。民主党予備選挙で、マクリアリーは25,000票差でウィリアム・アダムズを破って候補指名された。
マクリアリーに対抗するために、共和党はエドワード・C・オリア判事を指名してきた。2人の候補者の立ち位置にはそれほどの違いが無かった。どちらも上院議員の直接選挙、無党派の裁判官、公共事業委員会の創設など、進歩的改革を支持していた。マクリアリーはアルコール飲料に関する姿勢を変えて、ベッカムの禁酒法推進の立場に合わせていた。これも共和党の姿勢と同じだった。オリアは、民主党が既に党の提唱する綱領にある改革を法制化してしまうべきだったと主張したが、マクリアリー自身を攻撃する唯一の捉え所と言えば、マクリアリーがベッカムとその同身者の傀儡である可能性があるということだった。
マクリアリーは、オリアが予備選挙ではなく党の指名大会で指名されたが、オリア自身は予備選挙を支持していると主張したことを指摘した。また知事候補として出馬していながら、判事としての給与を受け取り続けているとも批判した。マクリアリーは共和党の「暗殺、流血沙汰、法の軽視」の記録と呼ぶものを挙げ、1899年州知事選挙後にウィリアム・ゴーベルを暗殺したことを仄めかした。ゴーベル暗殺の従犯者として3度有罪になったケイレブ・パワーズは共和党員知事オーガスタス・ウィルソンから恩赦を受けており、その後アメリカ合衆国下院議員に選出されていた。さらに共和党員大統領ウィリアム・タフトの関税政策も攻撃した。選挙ではマクリアリーが226,771票を集め、対するオリアは195,435票に留まり、マクリアリーが快勝した。このときアメリカ社会党の候補者ウォルター・ランファージークが8,718票（総投票数の2%）を得るなど、少数党の候補者も票を得た。

### 新知事公舎の建設

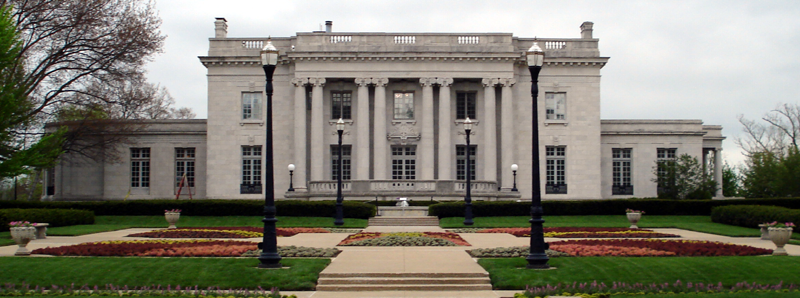
現ケンタッキー州知事公舎、マクリアリーの2期目に建設された

マクリアリーの知事として最初期の行動には、新知事公舎を建設するために75,000ドルを当てる法案に署名したことがあった。議会はマクリアリーを含め5人委員会を指名して建設を監督させた。建設計画にあったサンルームを舞踏室に置き換えることや、建設監督助手として、自家があるリッチモンドの業者を選択したことなど、かなりの影響力を行使した。社会構造の変化も建設に影響した。馬が引く馬車を収納するために急ぎ建設された厩は、間もなく自動車を収納するガレージに変えられた。
この公舎は1914年に完成した。マクリアリーは知事の2期目に就任する前に寡夫になっていたので、娘のハリエット・ニューベリー・マクリアリーが、ウェルズリー大学の夏休みの間に、最初の女主人の役割を果たした。ハリエットが大学に行っている間は、マクリアリーのハウスキーパーであるジェニー・ショーが女主人の役割を果たした。マクリアリーは旧知事公舎を競売で売ることを承認したが、落札額の13,600ドルは公舎委員会から不正だとして拒否された。

### 進歩的改革
マクリアリーが推進し、1912年会期に成立した進歩的改革の中には、教育委員選出におけり女性の選挙権付与、直接予備選挙の義務化、州内の郡が禁酒法を採用するか否かを住民投票で独自に判断できるとしたものがあった。税務委員会を指名して、歳入体系を調査させ、評価査定委員会にはより現実的な法人税評価をさせた。州内の銀行と高規格道路を監督する執行部を創設し、議会の超党派でケンタッキー州公共事業委員会を設立させた。この会期の末近くで、マクリアリィ郡が設立され、知事の栄誉を称えて名付けられた.。ケンタッキー州内に作られた120郡では最後の郡になった。
1914年の議会ではあまり改革に成功しなかった。包括的な労働者災害補償法を提案したが、1914年に議会を通過した法は後に違憲だと宣言された。選挙献金と費用の全面開示の要求を推奨したが、下院議員の大半はそれを普通選挙委員会に差し戻す票決を行い、そこからはい上がることは無かった。ケンタッキー州会議事堂でロビー活動を行うことを規制する法を通すことはなかったが、マクリアリーはこの法を支持しており、さらに議員はマクリアリーのこの改革に対する願望への反応として、議会開会中に議場に入ることのできる人物を厳密に規制することで応じた。教育の分野でも幾らかの改革が進んだ。就学年数が延ばされ、子供の就学が義務づけられ、教科書委員会を創設して地方の教育委員会が教科書を採用する援助を行った。公立学校の予算は25%増加された。
1914年の会期が非効率であった理由の一部は、マクリアリーが3者の参加したアメリカ合衆国上院議員の民主党指名争いを行っていたからだった。他の有力候補者は元知事のベッカムとオーガスタス・O・スタンレーが上がっていた。4番目の候補者はデイビッド・H・スミスであり、指名争いから早期に脱落していた。マクリアリーは最も積極的に運動を行い、自身の業績を強調し、対抗馬についても誠意を持って語った。しかし、ベッカムとスタンレーは政治的にも個人的にも敵であり、その運動には敵意が反映されていた。知事選挙では役に立ったベッカムの政治マシーンから支持を得られなければ、マクリアリーが実際に指名を得るチャンスは無かった。ベッカムが72,677票を得て候補に指名された。スタンレーが65,871票で次点、マクリアリーは20,257票しか取れなかった。
マクリアリーは知事の任期が明けた後、民間の弁護士として法律実務を続け、1918年10月8日に死んだ。リッチモンド墓地に埋葬された。

## 関連図書
- Gorin-Smith, Betty Jane (2006). Morgan Is Coming!: Confederate Raiders in the Heartland of Kentucky. Louisville, Kentucky: Harmony House Publishers. ISBN 978-1-56469-134-7
- Malone, Dumas (1937). “James Bennett McCreary”. Dictionary of American Biography. 12. New York City, New York: Charles Scribner's Sons
- McCreary, James B. (April 1935). “The Journal of My Soldier Life”. The Register of the Kentucky State Historical Society 33 (103):  pp. 97–117.
- McCreary, James B. (1909). Progress in Arbitration. Washington, D. C.: Peace and Arbitration League